# Actinocythereis duplex
Actinocythereis duplex is een mosselkreeftjessoort uit de familie van de Trachyleberididae. De wetenschappelijke naam van de soort is voor het eerst geldig gepubliceerd in 1991 door Ahmad, Neale & Siddiqui.